# 토미타 시게오
토미타 시게오(일본어: 富田 樹央, 1982년 9월 15일 ~ )일본 배우.

## 출연

### TV 드라마
- 특수로보 쟌퍼슨 - 사에구사 슈헤이 역